# Siebenschläfertag

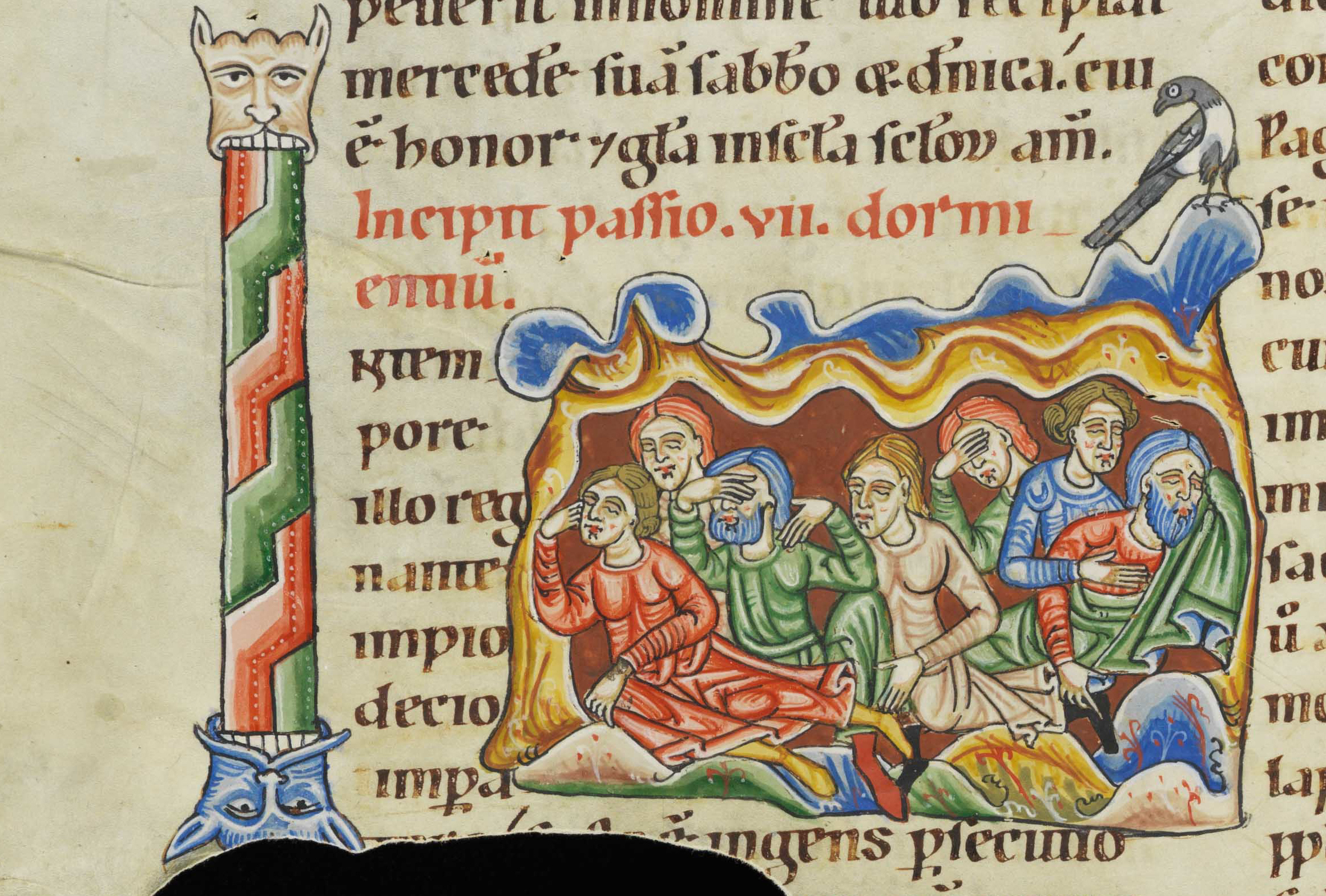
Die sieben Schläfer von Ephesus, Illumination im Weißenauer Passionale, um 1170

Der Siebenschläfertag ist der liturgische Gedenktag für die sieben Schläfer von Ephesus am 27. Juni. Die Bedeutung des Siebenschläfertages als Lostag verschob sich durch die gregorianische Kalenderreform auf die erste Juliwoche.

## Legende des Gedenktages
Seinen Namen verdankt der Siebenschläfertag einer alten Legende. Danach hatten sieben junge Christen in der Zeit der Christenverfolgung unter Kaiser Decius (249–251) in einer Berghöhle nahe Ephesos Zuflucht gesucht. Sie wurden entdeckt und lebendig eingemauert. Der Legende nach starben sie nicht, sondern schliefen 195 Jahre lang. Am 27. Juni 446 wurden sie zufällig entdeckt, wachten auf, bezeugten den Glauben an die Auferstehung der Toten und starben wenig später.
Die Legende wird erstmals im 6. Jahrhundert schriftlich dokumentiert, Gregor von Tours übersetzte sie erstmals ins Lateinische. Es gibt mehrere syrische und griechische Varianten. Auch der Islam (Koran, Sure 18, „al-Kahf“ – ‚Die Höhle‘) erzählt eine Version dieser Geschichte. Mit dem Nagetier Siebenschläfer besteht kein Zusammenhang.

## Meteorologische Singularität der Bauernregel
Der Zeitraum um und insbesondere nach dem Siebenschläfertag gilt als  meteorologische Singularität wetterbestimmend, die Bauernregel dazu gibt es in einer Vielzahl von Varianten.
Statistische Analysen ergaben, dass sie zwar nicht für den Siebenschläfertag nach heutigem Kalender, jedoch für die erste Juliwoche in Süddeutschland in 60–70 % der Fälle zutrifft, was mit der vom Jetstream abhängigen Großwetterlage zusammenhängt, welche sich üblicherweise Ende Juni bis Anfang Juli für einige Zeit stabilisiert. Im Zeitraum zwischen 1991 und 2020 hat sich die Wahrscheinlichkeit auf bis 73 % erhöht. Da diese Bauernregel schon vor der gregorianischen Kalenderreform von 1582 entstand, liegt der ursprüngliche Siebenschläfertag astronomisch eigentlich auf oder kurz vor dem 7. Juli nach Gregorianischem Kalender. Für den Zeitraum vom 5. bis zum 10. Juli hat der Meteorologe Franz Baur eine statistische Häufung nachgewiesen.
Liegt der Jetstream im Norden, so werden Tiefdruckgebiete meist in Richtung Nordeuropa abgelenkt und Hochdruckgebiete dominieren das Wetter im südlichen Mitteleuropa, liegt er weiter südlich, so können Tiefs über Mitteleuropa hinwegziehen. Für Norddeutschland mit dem stärker maritim geprägten Klima ist die Regel jedoch nicht anwendbar.
Im Einzelnen ist bei einer Etablierung einer umfangreichen Hochdruckzone über Skandinavien – die unter Umständen mit einer Hochdruckbrücke über England eine stabile Allianz mit dem Azorenhoch bildet – in Mitteleuropa nicht selten mit beständigem, trockenem und sehr warmem bis heißem Wetter zu rechnen. Umgekehrt kann eine zyklonale Westlage in Deutschland und weiten Teilen Mitteleuropas in den darauf folgenden Wochen zu sehr wechselhaftem und unbeständigem Wetter führen. Es herrscht ein im Mittel hoher Luftdruckgradient zwischen den Bodendruckgebilden Islandtief und Azorenhoch, was zu einer lang andauernden Zufuhr feuchter und kühler Luftmassen vom Atlantik nach Mitteleuropa führt. Wenn in Norddeutschland kühle Nordmeerluft vorherrscht und im Süden sich deutlich wärmere Luftmassen auswirken, führt dies zudem zu sehr wechselhaften Wetterauswirkungen. Insbesondere im Übergangsbereich zwischen kühler und warmer Meeresluft besteht dann Unwetterpotenzial.

## Bauernregel
Viele der Juniregeln sowie Regeln des Folgemonats lassen sich auf ähnliche Weise anwenden, so wie zum Beispiel zum Johannistag (24. Juni). In manchen Regionen gibt es für weitere Lostage analoge Regeln, etwa für Medardus (8. Juni, Tschechien, Slowakei und Ungarn), Gervasius und Protasius (19. Juni), Mariä Heimsuchung (2. Juli) oder den Siebenbrüdertag (10. Juli).
Im Einzelnen sind für den Siebenschläfertag folgende Varianten bekannt:
- Wie das Wetter am Siebenschläfer sich verhält, ist es sieben Wochen lang bestellt.
- Wenn’s am Siebenschläfer regnet, sind wir sieben Wochen mit Regen gesegnet.
- Das Wetter am Siebenschläfertag sieben Wochen bleiben mag.
- Wie’s Wetter am Siebenschläfertag, so der Juli werden mag.
- Wenn die Siebenschläfer Regen kochen, dann regnet’s ganze sieben Wochen.
- Ist der Siebenschläfer nass, regnet’s ohne Unterlass.
- Regnet’s am Siebenschläfertag, der Regen sieben Wochen nicht weichen mag.
- Werden die sieben Schläfer nass, regnet’s noch lange Fass um Fass.
- Der Siebenschläferregen, der bringt dem Lande keinen Segen.
- Siebenschläfer Regen – sieben Wochen Regen.
- Scheint am Siebenschläfer Sonne, gibt es sieben Wochen Wonne.